# Czarna Orawa (Natura 2000)
Czarna Orawa (PLH120002) – specjalny obszar ochrony siedlisk sieci Natura 2000, zlokalizowany na terenie powiatu nowotarskiego, w granicach Południowomałopolskiego Obszaru Chronionego Krajobrazu; aktualnie obszar mający znaczenie dla Wspólnoty, obejmujący rzekę Czarną Orawę od miejscowości Harkabuz do ujścia Lipnicy oraz ujściowe odcinki dopływów: Syhlec i Piekielnik z Borowym. Obszar obejmuje powierzchnię 465,66 ha. 
Teren składający się z dwóch powiązanych ze sobą enklaw wyznaczony został w celu długotrwałego zabezpieczenia naturalnych siedlisk życia oraz populacji zagrożonych wymarciem gatunków zwierząt (z wyłączeniem ptaków) takich jak:
kumak górski (Bombina variegata), 
minóg rzeczny (Lampetra fluviatilis), 
minóg strumieniowy (Lampetra planeri), 
głowacz białopłetwy (Cottus gobio), 
brzana peloponeska (Barbus peloponnesius).

## Siedliska pod ochroną(zkodem siedlisk)
Występują tu następujące typy siedlisk z załącznika I dyrektywy siedliskowej:
- 6430  ziołorośla górskie (Adenostylion alliariae) i ziołorośla nadrzeczne (Convolvuletalia sepium)
- 7230 górskie i nizinne torfowiska zasadowe o charakterze młak, turzycowisk i mechowisk
- 91E0 łęgi wierzbowe, topolowe, olszowe i jesionowe (Salicetum albo-fragilis, Populetum albae,Alnenion glutinoso-incanae) i olsy źródliskowe